# Matthaei Botanical Gardens

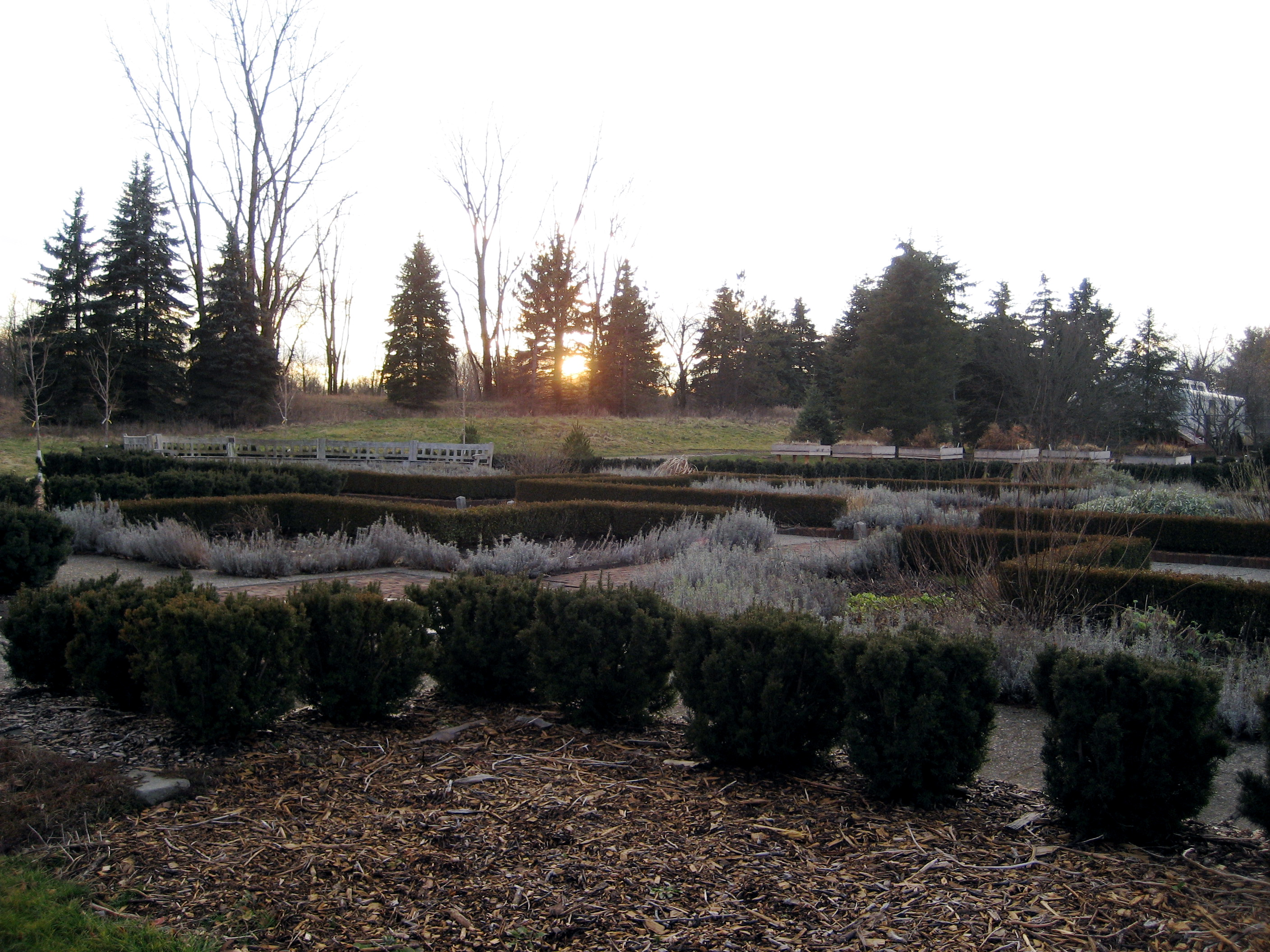
Vista al atardecer en los jardines al aire libre del Matthaei Botanical Gardens. Foto tomada en 2007.

El Jardín Botánico Matthaei en inglés : Matthaei Botanical Gardens es un jardín botánico de 121 hectáreas (300 acres) con una serie de invernaderos administrados por la Universidad de Míchigan. Su código de identificación internacional es MICH.

## Localización
Matthaei Botanical Gardens, University of Michigan,1800 Dixboro Road
Ann Arbor, Míchigan 48105 Estados Unidos
- Teléfono: 734 647 7600

Las colecciones al aire libre están abiertas al público libremente y todos los días, sin embargo para ver los invernaderos hay que pagar una tarifa de visita. 

## Historia
Este jardín tiene el nombre de Frederick C. Matthaei, Sr., un antiguo rector de la universidad de Míchigan, pues el y su mujer Mildred, fueron los que donaron 200 acres (0.81 km²) de terreno para dedicarlos al jardín botánico.

## Jardines y plantas resistentes
Los jardines y las plantas resistentes son colecciones de plantas al aire libre que se encuentran agrupadas en las siguientes secciones :
- « Alexandra Hicks Herb Knot Garden » - una versión moderna de un jardín de nudos del periodo Tudor, con setos de Tuyas (Taxus x media ‘Hicksii’) y bojes (Buxus sempervirens ‘Green Gem’), además de lavandas (Lavandula angustifolia ‘Hidcote’), tomillos (Thymus serpyllum), y (Satureja montana).
- « Deconstructed Landscape » - un jardín moderno de hierbas.
- « Demonstration Prairie » - una pradera recuperada, su restauración comenzó en 1967, en un terreno previamente dedicado a cultivos agrícolas.
- « Double Helix » - una de las entradas.
- « Gateway Garden of New World Plants » - plantas ornamentales nativas de las Américas, incluyen coreopsis, cosmos, calendulas, plantas de pimientos ornamentales, petunias, phlox, girasoles, salvias tropicales, y verbenas.
- « Helen V. Smith Woodland Wildflower Garden » - más de 100 especies nativas de plantas silvestres, plantas leñosas, y helechos de la región sur de los Grandes Lagos.
- « Marie Azary Rock Garden » - una rocalla.
- « Norman Memorial Garden » - se encuentra en remodelación.
- « Pathways & Vistas » - un jardín aislado con sendas de paseo.
- « Perennial & Rose Garden » - Un jardín inglés de arriates y arbustos de rosas.
- « Sam Graham Trees » - árboles y arbustos nativos, incluyendo 60 olmos resistentes a la Grafiosis, y robles blancos, negros, rojos, y pardos.
- « Transitions » - camino de entrada para las sendas de la naturaleza y los humedales
- « Urban Pocket Garden » - Carpes europeos (Carpinus betulus), eastern white pines (Pinus strobus), y Kentucky coffeetree (Gymnocladus dioicus).

## Conservatorios
Los invernaderos fueron diseñados por el arquitecto Alden Dow, y terminados en el 1964. Se los consideran como el complejo de invernaderos de exhibición dependientes de universidad mayor de los Estados Unidos. Hay tres áreas definidas como: 
- Casa Tropical - Sus Colecciones incluyen Ananas comosus, Annona muricata, bromelias, Caryota mitis, Cocos nucifera, Coffea arabica, cycas (una Dioon spinulosum donada por el Smith College en la década de 1920), Heliconia vellerigera, Kigelia pinnata, Musa, orquídeas, Oryza sativa, Piper nigrum, Rhizophora mangle, y Theobroma cacao.

- Casa Templada - con plantas representativas de la región Mediterránea y de zonas templadas de Asia. Entre sus colecciones se incluyen bonsái (más de 40 especímenes) y una muestra de camelias orientales, además de Camellia sinensis, Ceratonia siliqua, Cyperus papyrus, Ficus carica, Gossypium arboreum, Laurus nobilis, Olea europaea, Phoenix dactylifera, Phyllostachys nigra, y Quercus suber.

- Casa Árida - con plantas representativas de los desiertos cálidos del mundo. Sus colecciones constan de cactus, suculentas, euphorbia, y lithops, además de Agave americana, Aloe marlothii, Bowiea volubilis, Cyphostemma juttae, y Euphorbia milii.

## Áreas Naturales
Las áreas naturales comprenden los bosques naturales, humedales, varios estanques, y una pradera reconstruida, con cuatro sendas de naturaleza. 
- Tierras Altas - previamente dedicadas a la agricultura, actualmente son prados o bosques de robles regenerados. Las zonas de prado contienen plantas de origen europeo como bromus, « timothy-grass » (Phleum), « Queen Anne's lace » (Daucus carota), etc.), además de especies de plantas nativas de Míchigan, tal como « tall goldenrod » (Solidago altissima) y « side-flowering aster » (Aster lateriflorus). Las zonas de bosque tienen especies de nuevo desarrollo como el roble-hickory y también incluyen « red and white Ash tree » (Fraxinus) y « basswood » tilos.

- Humedales - los árboles más comunes « silver maple » (acer),« tamarack » (Larix laricina), « red and black Ash tree » (Fraxinus), « cottonwood » (Populus), y « black willow » (Salix). Entre las plantas herbáceas se incluyen « cattails » (Typha spp.), « sedges » (Carex spp. ), « swamp aster » (Aster puniceous), « marsh marigold » , y « Joe Pye weed » (Eutrochium maculatum).